# تفجيرات العراق 16 كانون الثاني 2013
سلسلة من التفجيرات أسفرت عن سقوط 16 قتيلا على الأقل وإصابة 76 في انحاء العراق. استهدفت مسؤولين حكوميين ودوريات للشرطة ومواطنين. حيث انفجرت قنبلة (عبوة ناسفة) في بلدة المسيب جنوبي بغداد مما أدى إلى مقتل سبعة أشخاص على الأقل من عائلة واحدة. وفي مدينة الحلة قالت الشرطة: إن سيارة ملغومة متوقفة انفجرت قرب موكب محافظ بابل الذي نجا من الحادث لكن شخصين آخرين قد قتلا. وفي العاصمة بغداد أكدت الشرطة أن خمسة أشخاص قد قتلوا نتيجة انفجار سيارة ملغومة استهدفت زوارًا قبيل مناسبة دينية. وأسفرت سلسلة من التفجيرات عن مقتل ثلاثة أشخاص في مدينة كركوك.